# Proston
Proston is een plaats in de Australische deelstaat Queensland en telt 304 inwoners (2006).